# Carpe Diem (álbum)
Carpe diem (álbum) pode referir-se a:
- Carpe Diem (álbum de Aqua Timez) — quarto álbum de estúdio da banda de rock alternativo Aqua Timez
- Carpe Diem (álbum de Belinda) — terceiro álbum de estúdio da atriz e cantora mexicana Belinda

 Carpe diem